# Matt Clarke
Matthew Clarke, detto Matt (Ipswich, 22 settembre 1996), è un calciatore inglese, difensore del Derby County.

## Carriera
Cresciuto nel settore giovanile dell'Ipswich Town, debutta in prima squadra il 17 gennaio 2015 giocando l'incontro di Football League Championship vinto 3-1 contro il Millwall. Il 3 agosto seguente passa in prestito al Portsmouth che al termine della stagione lo acquista a titolo definitivo. Con i pompey gioca in totale quattro stagioni da titolare collezionando oltre 150 presenze fra terza e quarta divisione.
Il 1º luglio 2019 viene acquistato a titolo definitivo dal Brighton che il 2 agosto seguente lo cede in prestito al Derby County. Il 26 agosto 2020 il prestito viene rinnovato per un'altra stagione.
Il 13 luglio 2021 viene ceduto nuovamente in prestito in Championship, questa volta al West Bromwich. Gioca nella seconda divisione inglese anche dal 2022 al 2025 con il Middlesbrough e successivamente con il Derby County.

## Statistiche
Statistiche aggiornate al 6 gennaio 2021.

### Presenze e reti nei club
| Stagione            | Squadra             | Campionato          | Campionato | Campionato | Coppe nazionali | Coppe nazionali | Coppe nazionali | Coppe continentali | Coppe continentali | Coppe continentali | Altre coppe | Altre coppe | Altre coppe | Totale | Totale | Totale |
| Stagione            | Squadra             | Comp                | Pres       | Reti       | Comp            | Pres            | Reti            | Comp               | Pres               | Reti               | Comp        | Pres        | Reti        | Pres   | Reti   |        |
| ------------------- | ------------------- | ------------------- | ---------- | ---------- | --------------- | --------------- | --------------- | ------------------ | ------------------ | ------------------ | ----------- | ----------- | ----------- | ------ | ------ | ------ |
| 2014-2015           | Ipswich Town        | FLC                 | 4          | 0          | FACup+CdL       | 0+1             | 0               |                    | -                  | -                  |             | -           | -           | 5      | 0      |        |
| 2015-2016           | Portsmouth          | FL2                 | 29         | 1          | FACup+CdL       | 2+2             | 0               |                    | -                  | -                  | EFL Trophy  | 0           | 0           | 33     | 1      |        |
| 2016-2017           | Portsmouth          | FL2                 | 33         | 1          | FACup+CdL       | 1+0             | 0               |                    | -                  | -                  | EFL Trophy  | 2           | 0           | 36     | 1      |        |
| 2017-2018           | Portsmouth          | FL1                 | 42         | 2          | FACup+CdL       | 1               | 0               |                    | -                  | -                  | EFL Trophy  | 3           | 1           | 46     | 3      |        |
| 2018-2019           | Portsmouth          | FL1                 | 48         | 3          | FACup+CdL       | 5+1             | 0               |                    | -                  | -                  | EFL Trophy  | 6           | 1           | 60     | 4      |        |
| Totale Portsmouth   | Totale Portsmouth   | Totale Portsmouth   | 152        | 7          |                 | 12              | 0               |                    | -                  | -                  |             | 11          | 2           | 175    | 9      |        |
| 2019-2020           | Derby County        | FLC                 | 35         | 1          | FACup+CdL       | 1+1             | 0               |                    | -                  | -                  |             | -           | -           | 37     | 1      |        |
| 2020-2021           | Derby County        | FLC                 | 21         | 0          | FACup+CdL       | 0+2             | 0               |                    | -                  | -                  |             | -           | -           | 23     | 0      |        |
| Totale Derby County | Totale Derby County | Totale Derby County | 56         | 1          |                 | 4               | 0               |                    | -                  | -                  |             | -           | -           | 60     | 5      |        |
| Totale carriera     | Totale carriera     | Totale carriera     | 212        | 8          |                 | 17              | 0               |                    | -                  | -                  |             | 11          | 2           | 240    | 10     |        |

## Palmarès

### Club

#### Competizioni nazionali
- Campionato inglese di quarta divisione: 1

Portsmouth: 2016-2017
- English Football League Trophy: 1

Portsmouth: 2018-2019